# Côte de Penthièvre
La côte de Penthièvre est une partie de la côte nord de la Bretagne, comprise entre le cap Fréhel à l'est et la pointe de Pléneuf à l'ouest, marquant la partie orientale de la baie de Saint-Brieuc dans les Côtes-d'Armor.
Elle recouvre la majeure partie de la côte maritime du Penthièvre, un pays traditionnel breton. 